# La Gaceta Independiente
La Gaceta Independiente es una revista digital editada íntegramente en español producida en Guatemala desde el 15 de septiembre de 2011, inicialmente como blog La Gaceta, inspirados en medios como el  de la versión digital de la publicación española Época. Su línea editorial se define en palabras de la propia revista así: «democratizando el derecho de expresión». La revista es propiedad  del colectivo  Foro Universitario, que en un principio barajó poner en marcha el proyecto junto a la activista  Ilka Oliva. El director actual es César Gaytán Marroquín. 
Según la empresa de audición de tráfico OJD, el portal tuvo 8.357 visitas de 981 usuarios, durante el año 2011

## Publicación en papel
Previamente al proyecto final de publicar exclusivamente en Internet la revista, el grupo Foro Universitario intenta la publicación de un semanario  que llamará  La Nación Libre en formato papel. Si bien dicho el semanario no ha conocido finalmente la luz en el tradicional formato, se espera que con la cooperación de varias escuelas de periodismo se desarrolle este proyecto en el futuro (ya existe un periódico quincenal de una universidad nacional Periódico Universidad, se distribuye gratuitamente a sus estudiantes.
Finalmente, tras adquirir el dominio La Gaceta Independiente, el 21 de agosto de 2011 el grupo Foro Universitario inició las gestiones para incorporar a sus columnistas en varios países, entre ellos España, Argentina y México.

## Políticas de censura
El 15 de septiembre de 2011 se publicó en la página web de la revista La Gaceta Independiente los postulados de libertad de expresión fueron realizado por el doctor en derecho y periodista César Gaytán; dicho documento es hoy el ideal de la revista electrónica libertad de expresión sin censura, puesto que las informaciones vertidas a lo largo de sus publicaciones nunca serán  contrarias al ideario defendido por el grupo Foro Universitario.